# Корнеліс де Грот
Корнеліс Вільгельмус де Грот (нід. Cor de Groot; 7 липня 1914, Амстердам — 26 травня 1993, Амстердам) — нідерландський піаніст і композитор.
 
Музичну освіту здобув в Амстердамській консерваторії, де навчався грі на фортепіано, композиції (у Сема Дресдена). Лауреат міжнародного конкурсу піаністів у Відні (1936). Концертував у багатьох країнах світу. З 1938 року — професор консерваторії у Гаазі. 
Автор балету «Вернісаж» ("Vernissage", 1941), багатьох концертів з оркестром для різних інструментів, у тому числі для фортепіано (1931, 1932, 1939), для 2 фортепіано (1939), Латинської рапсодії для фортепіано з оркестром (Rhapsodia latina, 1965), а також струнного квартету, «Староголандської сюїти» для фортепіано та інших творів.